# 比耶夫尔河 (伯夫龙河支流)
比耶夫尔河（法語：Bièvre，法語發音：[bjɛvʁ]）是法国中央-盧瓦爾河谷大區卢瓦-谢尔省的河流，是伯夫龍河的支流，长23.6千米。